# Escut antic de Barruera
Antic escut municipal de Barruera, a l'Alta Ribagorça. Perdé vigència el 1965, amb la incorporació d'aquest antic terme municipal en el nou de Vall de Boí.

## Descripció heràldica
Truncat; primer, d'or, quatre pals vermells; segon, d'atzur, un cloquer de colors naturals.